# فناناپذیری دیجیتال
فناناپذیری دیجیتال ( جاودانگی مجازی) یک طرح مفهومی فرضی برای ذخیره یا انتقال شخصیت یک انسان بر روی یک رسانه با دوام بالاتر، به عنوان مثال یک رایانه و اجازه دادن به وی جهت برقراری ارتباط در آینده است. بدین ترتیب که پس از مرگ جسم فیزیکی این فرد، آواتار وی بتواند در یک فضای مجازی به حیات خود ادامه دهد.